# Peter Göransson
Lars Peter Göransson, född 20 maj 1969, är en svensk längdskidåkare som tävlar för Åsarna IK. Han är den skidåkare som, per 2021, har vunnit Vasaloppet på den tredje snabbaste tiden. Göranssons tid – då den snabbaste genom tiderna – sattes 1998 då han efter en rasande slutspurt nådde ikapp och förbi IFK Moras Staffan Larsson på upploppsrakan i Mora. Klockan stannade på tiden 3.38:57 vilket gav en medelhastighet på 24,7 km/h. Förhållandena under vasaloppsdagen 1998 var ypperliga för en snabb skidfärd mellan Sälen och Mora; hårdfrusna spår, lätt medvind och någon minusgrad i luften.
Med Åsarna IK blev han även svensk stafettmästare 1992 och 1997.

### Fotnoter
1. ↑  ”Unika lopp”. Vasaloppet. Arkiverad från originalet den 3 december 2013. https://web.archive.org/web/20131203033730/http://www.vasaloppet.se/wps/wcm/connect/se/info/om/historia/unikalopp/. Läst 6 mars 2012.
2. ↑  ”Svenska mästare genom tiderna”. Svenska Skidförbundet. Arkiverad från originalet den 9 mars 2015. https://web.archive.org/web/20150309083750/http://www.skidor.com/Foljoss/Historikochstatistik/Svenskamastare/Langdherrar/. Läst 29 november 2013.